# Lliri groc
El lliri groc, també anomenat espadella, coltell groc, flor de lis; o ganjol groc o lliri groc al País Valencià (Iris pseudacorus), és una espècie perenne de la família de les iridàcies, molt comuna als aiguamolls i a la vora de l'aigua d'arreu d'Euràsia. Té una mida d'entre de 40 i 100 centímetres. Les seves flors són de 8-10 cm de diàmetre de color groc brillant.

## Galeria d'imatges

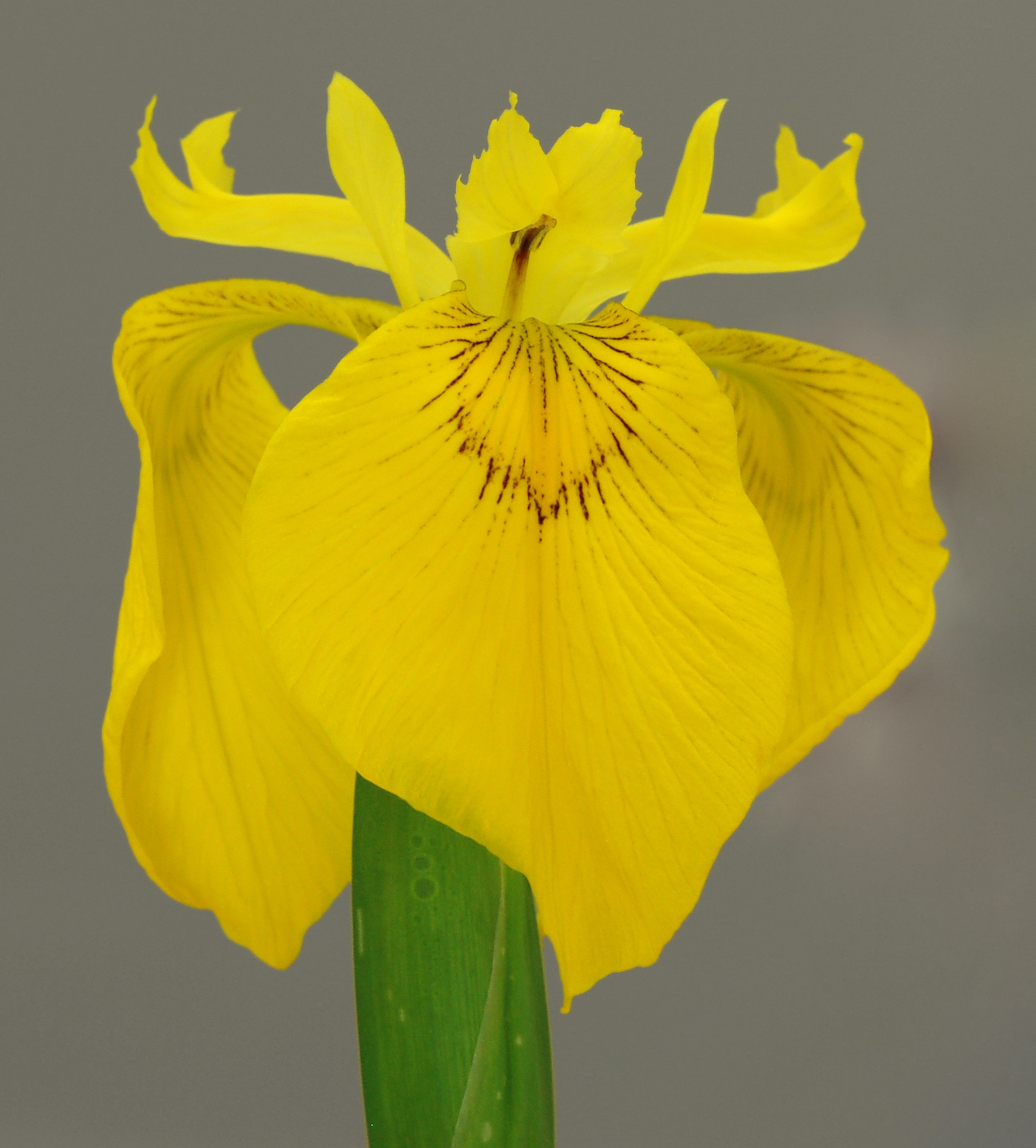
Detall
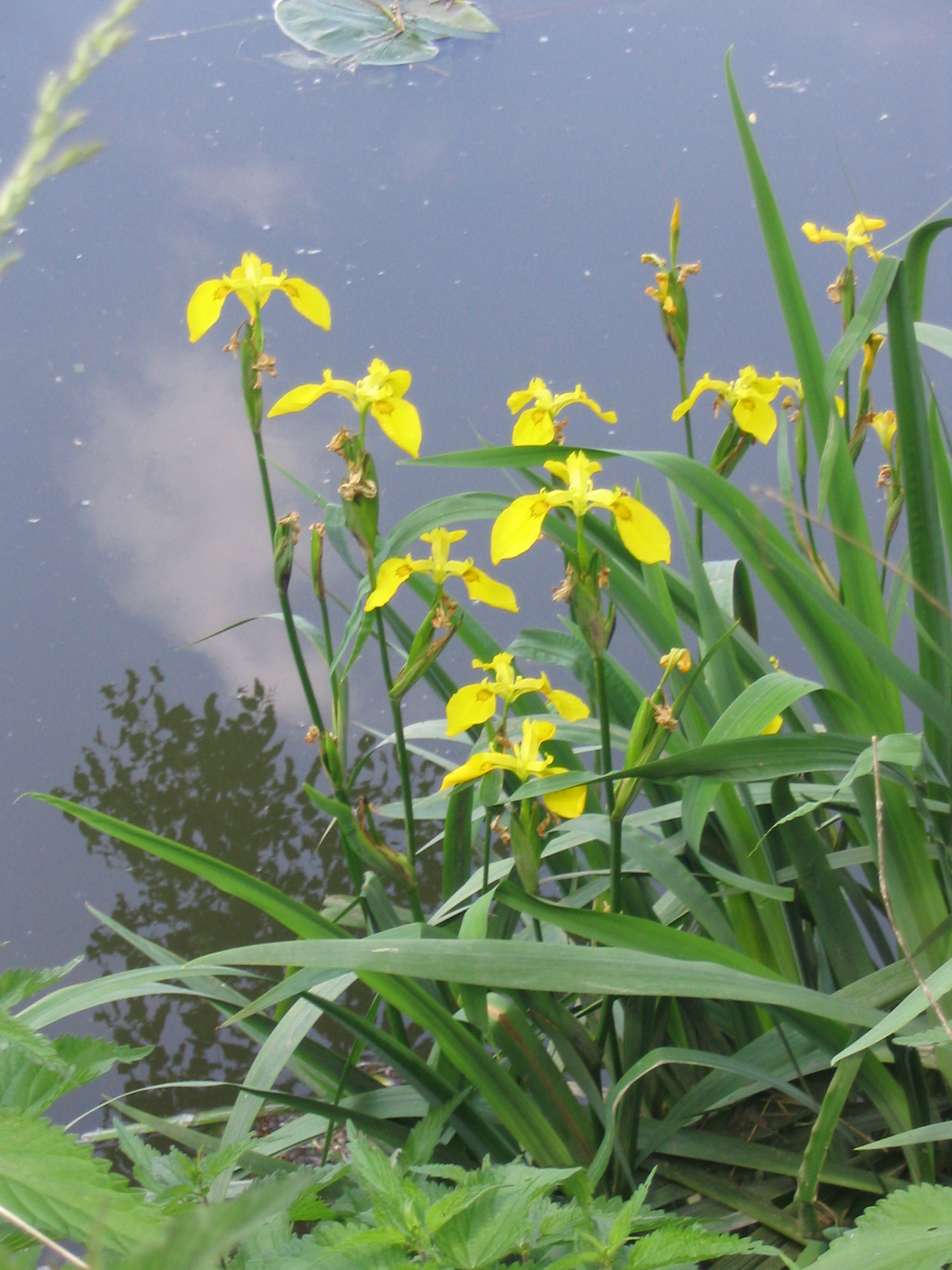
Lliri groc
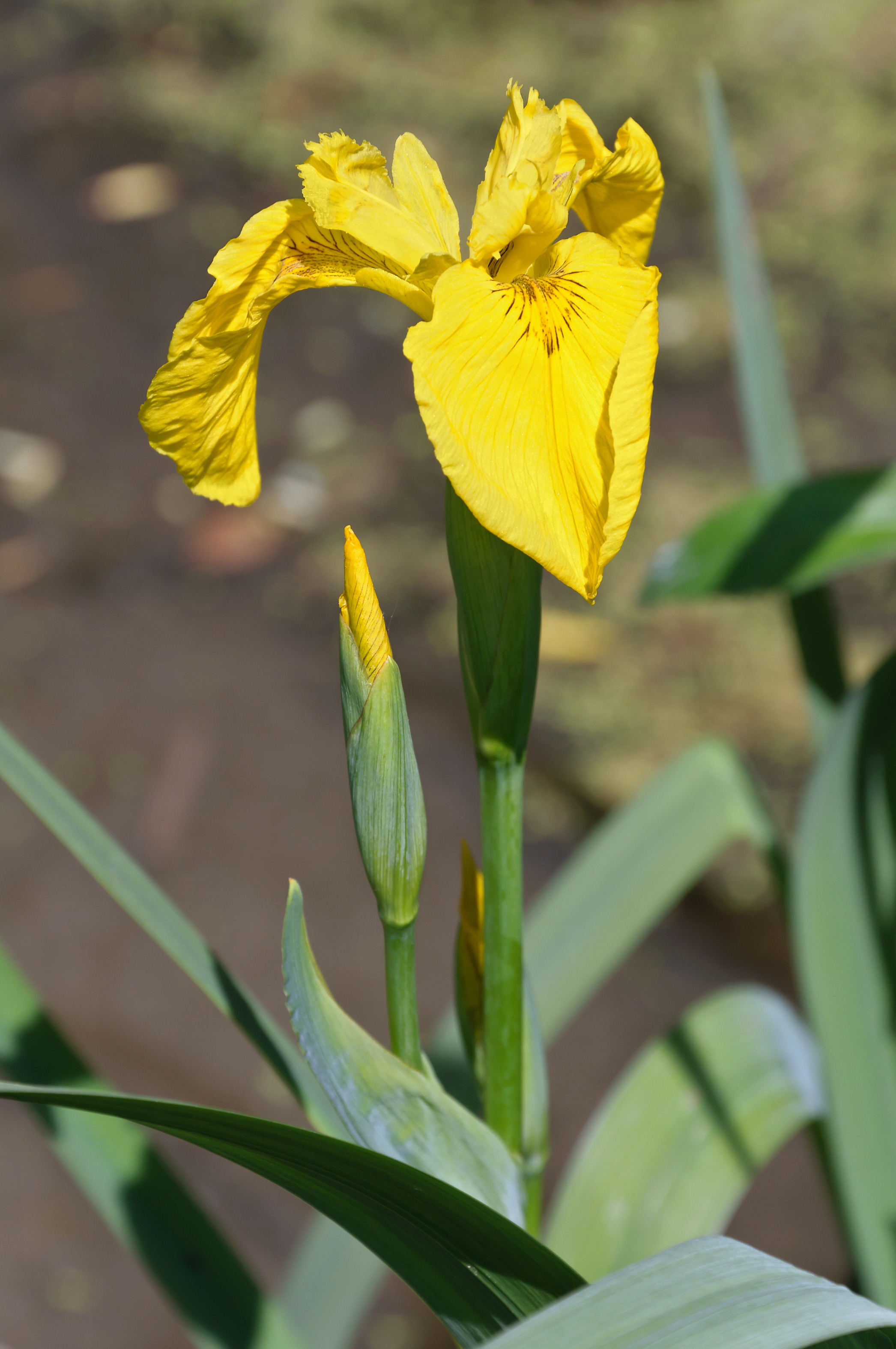
Lliri groc
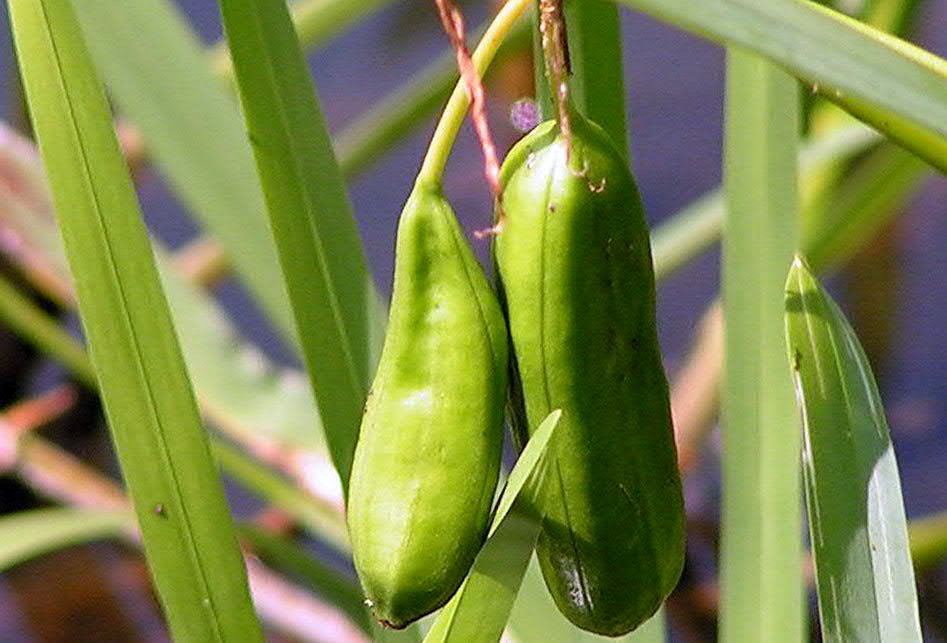
Fruit
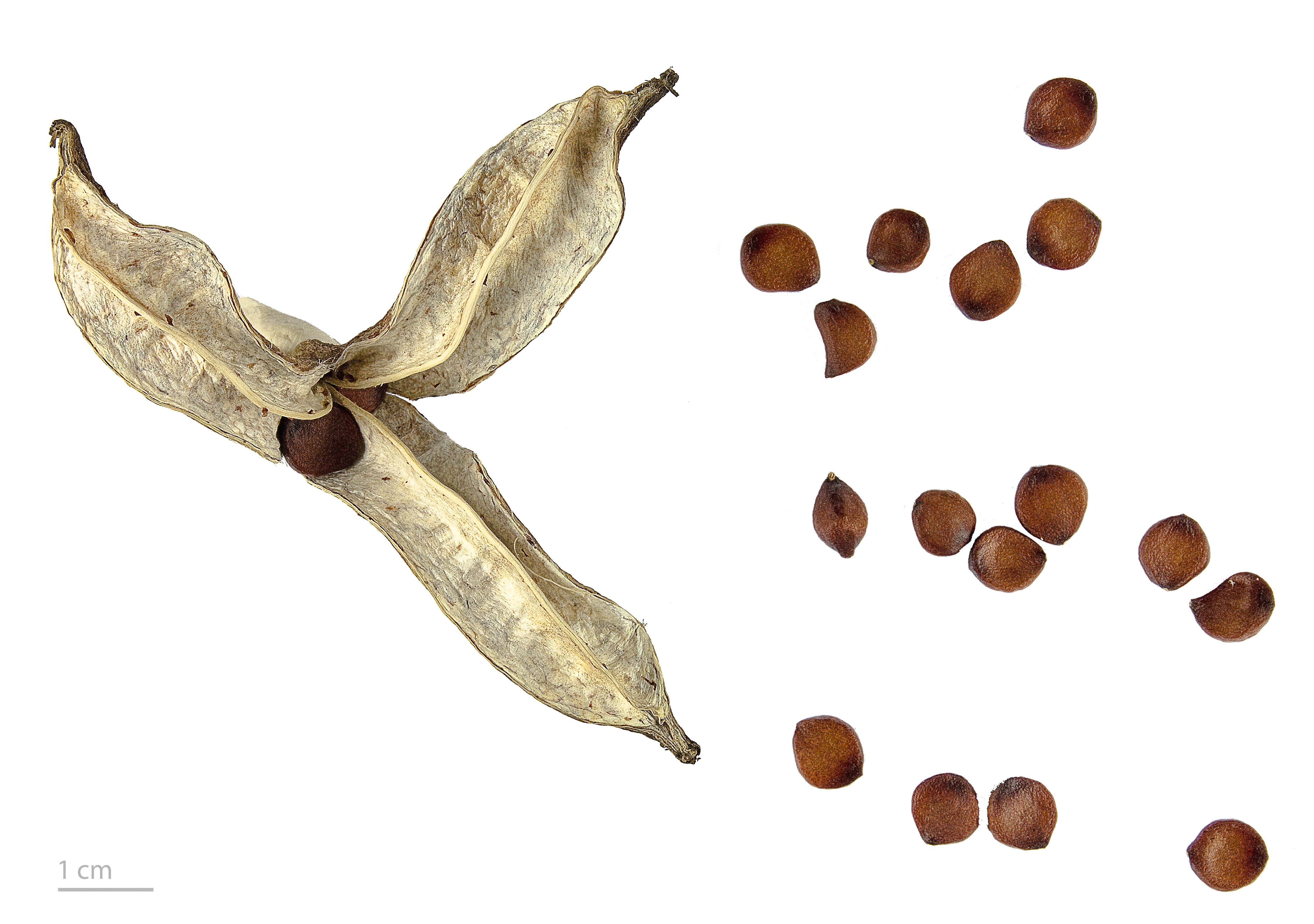
Iris pseudacorus